# 市立札幌北翔支援学校
市立札幌北翔支援学校（しりつさっぽろ ほくしょうしえんがっこう、英: Municipal Sapporo Hokusho Special Needs School）は、札幌市西区発寒に所在する、重度重複の障がいのある肢体不自由児童生徒が学ぶ、公立の特別支援学校である。小学部、中学部、高等部がある。

## 教育目標
よりよく生きる　～　一人一人の生命を尊び、心身の成長・発達に応じた教育を行い、豊かに生きる力を培う。

## 沿革
- 1972年4月 札幌市立美香保小学校肢体不自由児学級　開級

（札幌市福祉部児童家庭課つぼみ学級小学部）
- 1976年4月 札幌市立美香保中学校肢体不自由児学級　開級

（札幌市福祉部児童家庭課つぼみ学級中等部）
- 1983年4月 札幌市立山の手養護学校つぼみ小学部分校　開校

札幌市立山の手養護学校つぼみ中学部分校　開校
- 1990年4月 札幌市立山の手養護学校つぼみ高等部分校　開校
- 1994年4月 札幌市立豊成養護学校（小学部、中学部、高等部）　開校
- 2004年4月 札幌市立北翔養護学校（中学部、高等部）　開校

中学部・高等部にとって初の単独校舎新設
- 2016年4月 札幌市立北翔養護学校（小学部）　開設
- 2022年4月 市立札幌北翔支援学校に名称変更

## 特色
校舎はバリアフリーである。一般の教室以外にも、屋内プールや「スヌーズレン室」、「療法室」などがある。今までは間借りのような場所での教育であったが、新築校舎での開校で最新鋭設備となった。教員の他に、理学療法士、作業療法士、看護師が学校教育に携わっている。

## 通学区域
※小・中学部のみ
北区、西区、手稲区、中央区(北１条宮の沢通以北［創成川通以東を除く］）、東区（環状通以北） 